# Бисбаль, Давид
Дави́д Бисба́ль (исп. David Bisbal; 5 июня 1979 года, Альмерия, Испания) — испанский поп-певец, победитель премии «Грэмми в области латиноамериканской музыки». Начинал свою карьеру в испанском музыкальном реалити-шоу Operación Triunfo.
По состоянию на 2017 год Дэвид Бисбал продал более шести миллионов пластинок в Испании и Америке, получив 48 платиновых альбомов, 17 золотых и два бриллиантовых.

## Начало карьеры и Operación Triunfo
Работал в планетарии и детском саду. Его друзья по колледжу одобряли его увлечение музыкой, и он решился принять участие в реалити-шоу «Operación Triunfo 2001» . Он стал одним из 16 финалистов конкурса. С участницей Ченоа, вместе с которой Давид исполнял песню «Escondidos», завязался роман. Он победил в конкурсе, и главным призом была возможность представлять Испанию на конкурсе песни Евровидение. В народном отборе он занял второе место, проиграв Розе Лопес.

## Продолжение карьеры
Давид заключил контракт с «Vale Music Record» (Universal Music Group) и выпустил свой первый студийный альбом Corazón Latino (с исп. — «Латинское сердце»). Альбом был записан в Майами, став семикратно платиновым в Испании. Первый сингл «Ave Maria» (с исп. — «Аве Мария») имел большой успех.
В 2004 году Давид выпустил второй студийный альбом Bulería (с исп. — «булериас — народный танец»). Альбом имел схожий успех в Испании, а в некоторых латиноамериканских странах альбом стал бриллиантовым. Также альбом считается самым продаваемым альбомом 2004 года в Испании.
В марте 2005 Давид выпустил DVD-сборник Todo Por Ustedes, который включал в себя записи с концертов в США, Испании и Латинской Америке.
В октябре 2006 Давид выпустил третий студийный альбом Premonición (с исп. — «Предчувствие»). Альбом был признан пять раз платиновым в Испании.
В октябре 2009 Давид выпустил четвёртый студийный альбом Sin Mirar Atrás (с исп. — «Не оглядываясь назад»), который получил положительные отзывы критиков.
В 2010 году была выпущена двуязычная версия гимна ЧМ 2010 под названием «Wavin' Flag (Coca Cola Spanish Celebration Mix)». Композиция была исполнена в дуэте с сомалийско-канадским исполнителем K'naan.
Карьера Бисбала начала развиваться, когда он присоединился к испанскому реалити-шоу La Voz в качестве судьи, выступая в качестве тренера возможного победителя Рафа Бласа в первой серии. Кроме того, он был судьей на La Voz ... Мексика в третьей серии шоу.
В январе 2014 года после участия в двух сезонах испанского шоу и одном из мексиканских изданий Бисбаль объявил, что покинет эти роли из-за напряженного графика работы для своего нового альбома Tú y Yo.

## Семья
15 февраля 2010 года Бисбаль и его жена Элена Таблада объявили о рождении своего первого ребёнка. Дочке дали имя Элья Бисбаль Таблада.

## Дискография

### Студийные альбомы
| Год  | Название альбома | Позиции в чартах | Позиции в чартах | Позиции в чартах | Позиции в чартах | Позиции в чартах | Продажа и сертификация                                                                              |
| Год  | Название альбома | Флаг Испании     | Флаг США         | Флаг Германии    | Флаг Швейцарии   | Флаг Австралии   | Продажа и сертификация                                                                              |
| ---- | --- | ---------------- | ---------------- | ---------------- | ---------------- | ---------------- | --------------------------------------------------------------------------------------------------- |
| 2002 | Corazón Latino - первый студийный альбом - Выпуск: 5 июня, 2002 Испания, · 15 октября, 2002 США (Латинская Америка) - Формат: CD      | 1                | 13               | -                | -                | -                | Мировые продажи: 1,700,000 Продажы в Испании: 1,300,000 Сертифицирован в Испании: 13 раз платиновый |
| 2004 | Bulería - второй студийный альбом - Выпуск: 10 февраля, 2004 (Испания), (США, Латинская Америка) - Формат: CD                         | 1                | 5                | -                | -                | -                | Мировые продажи: 1,300,000 Продажи в Испании: 1,000,000 Сертифицирован в Испании: 10 раз платиновый |
| 2005 | Todo Por Ustedes - первый концертный альбом - Выпуск: 29 марта, 2005 (Испания) 24 мая, 2005 (Латинская Америка) - Форматы: 2 DVD + CD | 1                | 64               | -                | -                | -                | Мировые продажи: 100,000 Продажи в Испании: 75,000 Сертифицирован в Испании: золотой                |
| 2006 | David Bisbal Edición Europeo - первый сборник - Выпуск: 4 апреля, 2006 - Формат: CD                                                   | 18               | -                | 134              | -                | -                | Мировые продажи: 150,000 Продажи в Испании: 40,000 Сертифицирован в Испании: золотой                |
| 2006 | Premonición - третий студийный альбом - Выпуск: 3 октября, 2006 - Формат: CD                                                          | 1                | 6                | 41               | 26               | 27               | Мировые продажи: 950,000 Продажи в Испании: 400,000 Сертифицирован в Испании: 5 раз платиновый      |
| 2007 | Premonición Live - второй концертный альбом - Выпуск: 25 ноября, 2007 - Формат: 2 DVD + 2 CD                                          | 5                | 75               | -                | -                | -                | Мировые продажи: — Продажи в Испании: 40,000 Сертифицирован в Испании: золотой                      |
| 2009 | Sin Mirar Atrás - четвёртый студийный альбом - Выпуск: 20 октября 2009 - Формат: CD                                                   | 1                | 1                |                  |                  |                  | Мировые продажи: 120,000+ Продажи в Испании: 120,000+ Сертифицирован в Испании: дважды платиновый   |
|      | | Флаг Испании     | Флаг США         | Флаг Германии    | Флаг Швейцарии   | Флаг Австралии   | |
|      | Альбомы № 1 | 3                | 0                | 0                | 0                | 0                | |
|      | Альбомы вошедшие в «десятку лучших»                                                                                                   | 4                | 2                | 0                | 0                | 0                | |